# Lijst van rectoren van de Universiteit Gent
Dit is een lijst van rectoren van de Universiteit Gent.

## Rectoren

### 1 jaar (wet van 25 september 1816)
| - 1817-1818: Jean Charles Van Rotterdam - geneeskunde - 1818-1819: Franz-Peter Cassel - wetenschappen - 1819-1820: Jean-Baptiste Hellebaut - rechten - 1820-1821: Johannes M. Schrant - letteren en wijsbegeerte - 1821-1822: François Egide Verbeeck - geneeskunde - 1822-1823: Jean Guillaume Garnier - wetenschappen - 1823-1824: Pierre De Ryckere - rechten - 1824-1825: Louis Vincent Raoul - letteren en wijsbegeerte - 1825-1826: Jacques Louis Kesteloot - geneeskunde - 1826-1827: Jean Charles Fréderic Hauff - wetenschappen - 1827-1828: Jacques Joseph Haus - rechten - 1828-1829: Pierre Philippe Lammens - letteren en wijsbegeerte - 1829-1830: Jozef Kluyskens - geneeskunde - 1830-1831: Jacques Van Breda - wetenschappen - 1831-1832: Léopold August Warnkönig - rechten | - 1832-1833: Francois Egide Verbeeck - geneeskunde - 1833-1834: Jacques-Joseph Haus - rechten - 1834-1835: Jacques Louis Kesteloot - geneeskunde - 1835-1838: Jacques-Joseph Haus - rechten - 1838-1839: Philippe Auguste De Rote - letteren en wijsbegeerte - 1839-1840: Jozef Kluyskens - geneeskunde - 1840-1841: Jean Alexis Timmermans - wetenschappen - 1841-1842: Josephus Isidorius Nelis - rechten - 1842-1843: Georg Wilhelm Rassmann - letteren en wijsbegeerte - 1843-1844: Charles Van Coetsem - geneeskunde - 1844-1845: Marie Charles D. H. Margerin - wetenschappen - 1845-1846: Jean-Baptiste Minne-Barth - rechten - 1846-1847: Joseph Roulez - letteren en wijsbegeerte - 1847-1848: Francois Egide Verbeeck - geneeskunde - 1848-1849: Eloi J.J. Manderlier - wetenschappen |

### 3 jaar (wet van 15 juli 1849)
| - 1849-1852: Eloi J.J. Manderlier - wetenschappen - 1852-1855: Hubert Auguste Lefebvre - rechten - 1855-1857: Constant Serrure - letteren en wijsbegeerte - 1857-1864: Joseph Roulez - letteren en wijsbegeerte - 1864-1867: Jacques-Joseph Haus - rechten - 1867-1870: Charles Andries - wetenschappen - 1870-1873: Joseph Jean Fuerison - letteren en wijsbegeerte - 1873-1879: Floribert Soupart - geneeskunde - 1879-1885: Albert Callier - rechten - 1885-1887: Jean-Jacques Kickx - wetenschappen - 1887-1891: Gustave Wolters - wetenschappen - 1891-1894: Adhémar Motte - letteren en wijsbegeerte - 1894-1897: Charles Van Cauwenberghe - geneeskunde - 1897-1900: Polynice Van Wetter - rechten - 1900-1903: Gustave Van der Mensbrugghe - wetenschappen - 1903-1906: Paul Thomas - letteren en wijsbegeerte - 1906-1909: Hector Leboucq - geneeskunde - 1909-1912: Victor-Camille De Brabandere - rechten | - 1912-1915: Henri Schoentjes - wetenschappen - 1916-1918: Pierre Hoffmann - letteren en wijsbegeerte - vanaf juni 1918: Reimond Speleers (waarnemend) - geneeskunde - 1918-1919: Henri Schoentjes - wetenschappen, Paul Fredericq - rechten en Henri Pirenne - letteren en wijsbegeerte - 1919-1921: Henri Pirenne - letteren en wijsbegeerte - 1921-1923: Eugène Eeman - geneeskunde - 1923-1924: Jean-François Heymans - geneeskunde - 1924-1927: Georges Van Den Bossche - rechten - 1927-1929: Camille De Bruyne - wetenschappen - 1929-1930: Jules Meuwissen - wetenschappen - 1930-1933: August Vermeylen - letteren en wijsbegeerte - 1933-1936: Albert Bessemans - geneeskunde - 1936-1938: Louis Fredericq - rechten - 1938-1939: Jean Haesaert - rechten - 1939-1940: René Goubau - wetenschappen - 1940: F. Baur (waarnemend) - letteren en wijsbegeerte - 1940: Jean Haesaert (waarnemend) - rechten - 1940-1944: Guillaume De Smet - wetenschappen - 1944-1944: René Goubau - wetenschappen - 1944-1947: Edgar Blancquaert - letteren en wijsbegeerte - 1947-1950: Norbert Goormaghtigh - geneeskunde - 1950-1953: Albert Kluyskens - rechten |

### 4 jaar (wet van 28 april 1953)
- 1953-1957: Jan Gillis - wetenschappen
- 1957-1961: Pieter Lambrechts - letteren en wijsbegeerte
- 1961-1969: Jean-Jacques Bouckaert - geneeskunde
- 1969-1973: Daniël Vandepitte - toegepaste wetenschappen
- 1973-1977: André Devreker - economie
- 1977-1981: Julien Hoste - wetenschappen
- 1981-1985: André Cottenie - landbouwwetenschappen
- 1985-1993: Leon De Meyer - letteren en wijsbegeerte
- 1993-2001: Jacques Willems - toegepaste wetenschappen
- 2001-2005: Andreas De Leenheer - farmaceutische wetenschappen
- 2005-2013: Paul Van Cauwenberge - geneeskunde
- 2013-2017: Anne De Paepe - geneeskunde
- 2017-2025: Rik Van de Walle - ingenieurswetenschappen en architectuur
- 2025-heden: Petra De Sutter - geneeskunde